# Andreas Papandreou

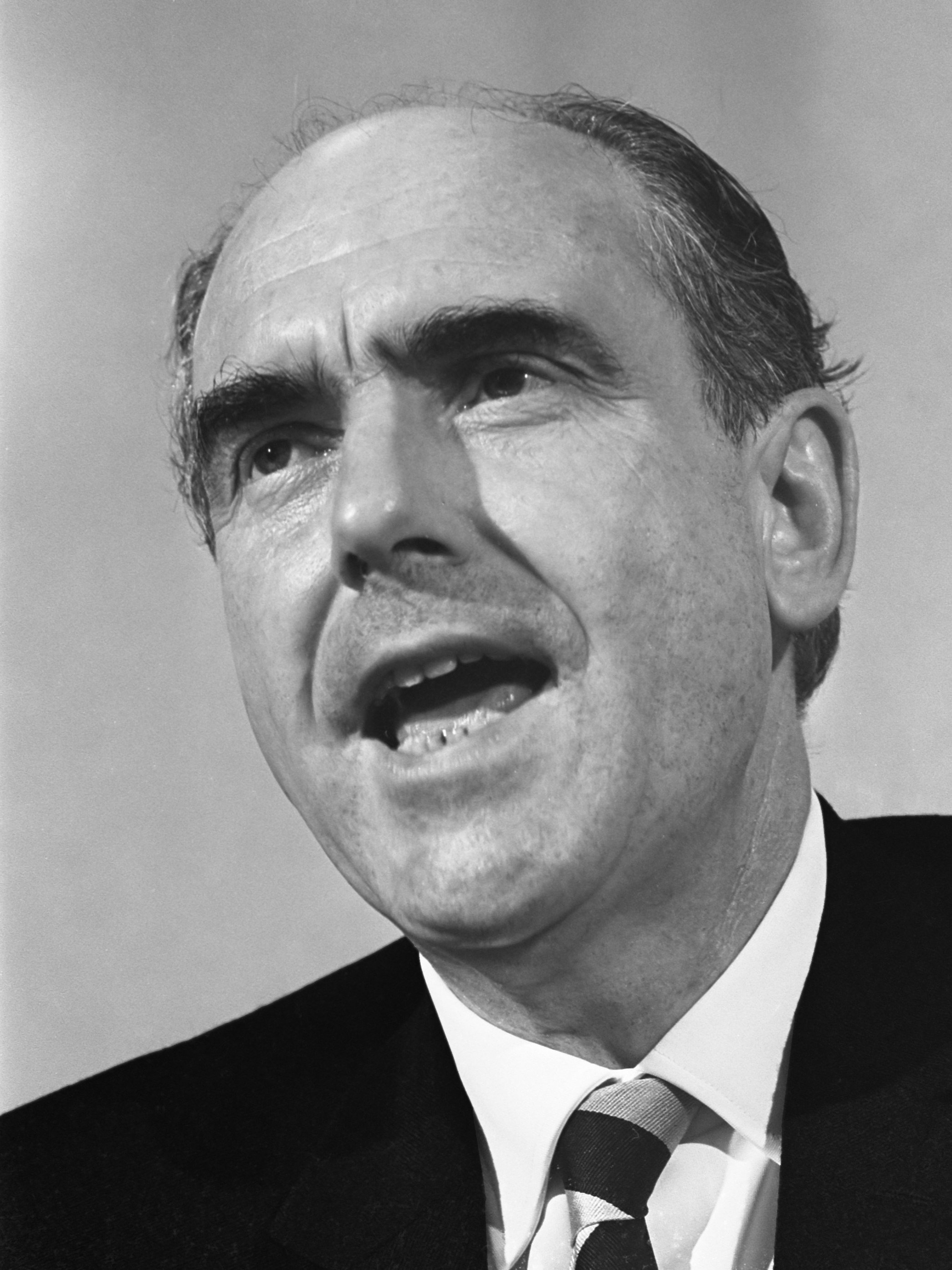
Andreas Papandreou 1968

Andreas Georgiou Papandreou (griechisch Ανδρέας Γεωργίου Παπανδρέου; * 5. Februar 1919 auf Chios; † 23. Juni 1996 in Ekali) war ein griechischer Politiker und Wirtschaftswissenschaftler. Beim griechischen Militärputsch 1967 wurde er verhaftet und inhaftiert. Vom 21. Oktober 1981 bis zum 2. Juli 1989 und vom 13. Oktober 1993 bis zum 22. Januar 1996 war er Ministerpräsident von Griechenland. Er ist der Vater des ehemaligen Ministerpräsidenten Giorgos Andrea Papandreou und Sohn von Georgios Papandreou, der ebenfalls griechischer Ministerpräsident war.

## Frühes Leben und Universitätskarriere
Andreas Papandreou wurde als Sohn des führenden griechischen liberalen Politikers und Gründer der Partei des Demokratischen Zentrums Georgios Papandreou und von Zofia Mineyko, Tochter des polnischen Ingenieurs und griechischen Freiheitskämpfers Zygmunt Mineyko, geboren. Er besuchte ab 1937 die Nationale und Kapodistrias-Universität Athen, wo er Jura sowie Volkswirtschaft studierte und sich ab 1938 in trotzkistischen Gruppen engagierte. Im Sommer 1939 wurde er durch Organe der 1936 errichteten Diktatur von Ioannis Metaxas festgenommen, eingesperrt und gefoltert. Auf Grund internationaler Proteste musste er jedoch später entlassen werden und konnte 1940 das Land verlassen.
Papandreou emigrierte in die USA und setzte hier sein Studium an der Columbia-Universität und ab 1942 an der Harvard University fort, das er 1942 mit dem M.A. und 1943 mit dem Doktorgrad in Ökonomie abschloss. Zunächst blieb er in Harvard als Lektor und außerordentlicher Professor. 1944 erwarb er die US-Staatsbürgerschaft und diente bis 1945 bei der US-Marine. Ab da setzte er seine Lehrtätigkeit an der Harvard University fort. Später erhielt er Professuren an der University of Minnesota, der Northwestern University, der University of California, Berkeley, wo er als Dekan die wirtschaftswissenschaftlichen Fakultät war leitete. Weitere Gastprofessuren hatte er an der Universität Stockholm und der York University in Toronto, Kanada. Nachdem er sich von seiner ersten Gattin, Christina Rasia, geschieden hatte, heiratete er 1951 die Amerikanerin Margaret Chant. Gemeinsam hatten sie drei Söhne und eine Tochter. Nach der Scheidung von ihr (1988) heiratete er 1989 die 36 Jahre jüngere ehemalige Stewardess der Olympic Airways Dimitra Liani, mit der er bis zu seinem Tod 1996 verheiratet blieb.

## Politische Karriere
Papandreou kehrte 1959 ins Königreich Griechenland zurück, wo er ein Forschungsprogramm zur Wirtschaftsentwicklung leitete. In dieser Zeit setzte er noch Verpflichtungen aus seiner Lehrtätigkeit in den USA fort. 1960 wurde er zum Vorsitzenden des Vorstands und Generaldirektor des Athener Wirtschaftsforschungszentrums und Berater der Bank von Griechenland. 1963 wurde sein Vater Georgios Papandreou an die Spitze seiner Enosis Kendrou (Zentrumsunion) und zum Premierminister Griechenlands gewählt. Andreas Papandreou wurde zum ökonomischen Chefberater. Er verzichtete am 2. Januar 1964 auf seine US-amerikanische Staatsbürgerschaft und wurde bei der Wahl 1964 als Abgeordneter der Zentrumsunion ins griechische Parlament gewählt. Sofort wurde er zum ersten Staatsminister (faktisch zum Stellvertretenden Premierminister) berufen. Als daraufhin Vorwürfe des „Nepotismus“ aus Kreisen der Opposition laut wurden, legte er im November des gleichen Jahres sein Amt nieder. Doch bereits im April 1965 kehrte er als Minister für wirtschaftliche Koordination in die Regierung zurück.
Im Kalten Krieg nahm Papandreou rhetorisch einen neutralen Standpunkt ein und forderte für Griechenland eine unabhängigere Stellung von den USA. Er kritisierte die massive Präsenz amerikanischen Militärs und Geheimdienstteams und forderte die Ablösung von leitenden Offizieren mit antidemokratischer Tendenz im griechischen Militär. Erfolglos versuchte er die Fortsetzung des Abhörens des Kabinetts durch den griechischen Geheimdienst KYP in äußerst enger Zusammenarbeit mit der CIA mit verdeckten Abhöreinrichtungen zu beenden.
Sein schneller Aufstieg provozierte Widerstand und war einer der Gründe, der zum Sturz der Regierung seines Vaters Georgios Papandreou führte: 1965 beabsichtigte Georgios Papandreou den Verteidigungsminister zu entlassen und den Posten selbst zu übernehmen, als die Aspida-Konspiration innerhalb der Armee entdeckt wurde, die Andreas Papandreou einbeziehen und unglaubwürdig machen sollte.
Als die griechischen Obristen unter Georgios Papadopoulos im April 1967 sich an die Macht putschten, wurden Andreas und Georgios Papandreou inhaftiert. Sein Vater Georgios Papandreou starb während seines Hausarrests 1968, und Andreas wurde erneut ausgewiesen. Sieben Jahre verbrachte er in Schweden und Kanada im Exil, wo er eine oppositionelle Bewegung, die Allgriechische Befreiungsbewegung (PAK) gründete und um die Welt reiste, um gegen das griechische Militärregime zu protestieren. Im April 1968 lud ihn der DGB nach Deutschland ein, um Vorträge in verschiedenen Städten zu halten.
Aufgrund seiner guten Kenntnisse der USA machte er in der Öffentlichkeit die CIA für den Putsch 1967 verantwortlich und nahm zunehmend amerika-kritische Positionen ein. In dieser Zeit nahm er von 1968 bis 1969 eine Gastprofessur in Stockholm und anschließend bis 1974 in Toronto wahr. Nach dem Sturz der Junta 1974 kehrte Papandreou im Juli nach Griechenland zurück und gründete die sozialdemokratische Allgriechische Sozialistische Bewegung (PASOK). Die meisten seiner früheren Gefährten der PAK sowie Mitglieder anderer antidiktatorischer Gruppen, wie der Demokratischen Verteidigung (Δημοκρατική Άμυνα), traten der neuen Partei bei.
Bei den ersten Wahlen nach Ende der Militärdiktatur im November 1974 erreichte PASOK nur 13,5 % der Stimmen gegen den Kandidaten der konservativen Nea Dimokratia Konstantinos Karamanlis, aber bereits 1977 erzielte sie 25 %, wodurch Papandreou zum Oppositionsführer aufstieg.
Nach dem Rücktritt von Karamanlis zugunsten seines wenig charismatischen Nachfolgers Georgios Rallis konnte bei den Wahlen am 18. Oktober 1981 die PASOK einen erdrutschartigen Sieg über die Nea Dimokratia erreichen. Sie wurden mit 48 % der Stimmen gewählt. Papandreou wurde Griechenlands erster sozialistischer Premierminister und übernahm gleichzeitig das Verteidigungsministerium. Er forderte eine kernwaffenfreie Zone Balkan und unterstützte den sowjetischen Vorschlag einer internationalen Zypern-Konferenz. Im Amt musste er von einigen seiner Versprechungen, die er im Wahlkampf abgegeben hatte, abrücken: Griechenland trat weder aus der NATO aus, noch mussten die US-Truppen aus Griechenland abziehen, die polemische Rhetorik gegenüber der Türkei (vor allem in Bezug auf deren Besetzung Nordzyperns) wurde jedoch fortgesetzt. Nach erfolgreicher Vorarbeit der Konservativen trat Griechenland 1981 – in der Amtszeit Papandreous – als zehntes Mitglied der Europäischen Gemeinschaft (EG) bei. Im Juli 1983 wurde ein befristeter Vertrag über die Nutzung der US-Militärstützpunkte in Griechenland abgeschlossen, der eine Räumung bis 1990 vorsah. Mitte Mai 1984 bescheinigte er der Sowjetunion ein aufrichtiges Streben nach internationaler Entspannung, während er den USA eine expansionistische Politik vorwarf. Den Dialog mit der Türkei machte er von einem Rückzug türkischer Truppen von Nordzypern abhängig. In der Innenpolitik schwankte die Regierung Papandreou um liberale Reformen der Sozialpolitik, die nichts spezifisch sozialistisches besaßen.
Bei der Wahl 1985 wurde Papandreou, wenn auch mit gewissen Verlusten, wiedergewählt. Aber es kam auf Grund der eingeleiteten Sparmaßnahmen zum Jahreswechsel zu Streiks und im November sogar zum Generalstreik. Die zur Lösung der inneren wirtschaftlichen Probleme eingeleiteten Maßnahmen führten nicht in die richtige Richtung. Bis 1988 betrug die Inflationsrate 14 % und die Defizite bei den Staatsausgaben bezifferten sich um die 30 Milliarden US$. Obwohl er zu Lebzeiten ein ausgesprochen populärer und volksnaher Politiker war, kratzte die seit 1987 auch in der Öffentlichkeit durch Papandreou demonstrierte Liaison mit der Stewardess Dimitra Liani-Kapopoulou stark an seinem Image. Aber nach den Wahlen im Juni 1989 entstand ein Stillstand, der in eine politische Krise mündete. Die Hauptursache dafür waren die nicht gelösten wirtschaftlichen Schwierigkeiten, in denen Griechenland steckte. Der Chef der Nea Dimokratia, Konstantinos Mitsotakis, blieb schließlich Sieger und bildete die neue Regierung. Seit dieser Zeit wurde Papandreous Karriere zum Gegenstand von wachsenden Kontroversen und Skandalen. 1989 ließ er sich von seiner langjährigen Ehefrau Margaret Papandreou scheiden, um seine junge Geliebte, die Olympic-Airways-Stewardess Dimitra Liani (genannt Mimi), zu heiraten. Dies führte zu einer Entfremdung von seinen erwachsenen Kindern, unter denen Giorgos Andrea Papandreou zu dieser Zeit als PASOK-Minister seinem Kabinett angehörte.
Im gleichen Jahr wurde Papandreou vom Parlament in Verbindung mit dem Veruntreuungsskandal von US$ 200 Mio. bei der Bank von Kreta gebracht. Er wurde beschuldigt, durch die Anordnung an die staatlichen Unternehmen, einen Teil ihrer Konten bei der Bank von Kreta zu unterhalten, bei der sich angeblich die PASOK-Partei bereicherte, der Veruntreuung Vorschub geleistet zu haben. In einem Prozess, den die Nea Dimokratia und die Kommunistische Partei gegen Papandreou anstrengten, wurde Papandreou von allen Vorwürfen mangels Beweisen für seine Verwicklung in den Finanzskandal freigesprochen.

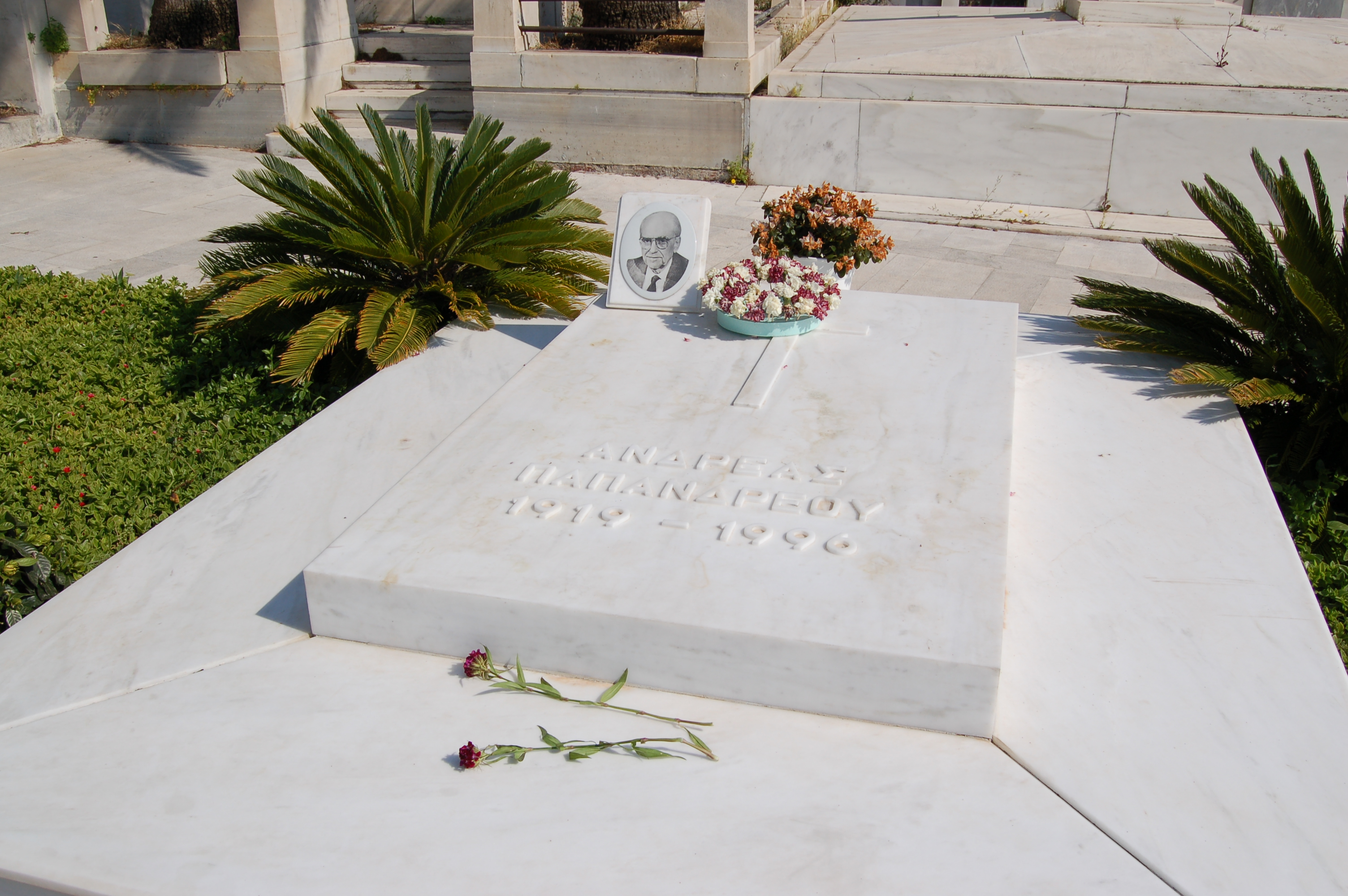
Papandreous Grab in Athen

Bei den Wahlen vom Oktober 1993 irritierte Papandreou seine Kritiker. Er errang einen souveränen Wahlsieg und wurde im Alter von 74 Jahren erneut Ministerpräsident. Aber seine angegriffene Gesundheit hielt ihn von einer straffen politischen Amtsführung ab. Seine junge Ehefrau Dimitra Liani nahm zunehmend politischen Einfluss und wurde beschuldigt, ihn vom Rücktritt abzuhalten. Ihre eigenen politischen Ambitionen scheiterten an mangelnder Unterstützung durch Parteimitglieder der PASOK. Mit fortschreitenden Herzproblemen und Nierenversagen wurde Papandreou im November 1995 ins Krankenhaus eingeliefert. Hier rang er mehrere Monate mit dem Tod. Das lähmte das politische Leben in Griechenland zusätzlich. Am 16. Januar 1996 trat er dann von seinem Amt zurück. Am 23. Juni starb er in Athen in seiner Villa im Vorort Ekali. Auf Grund seiner Verdienste erhielt er ein Staatsbegräbnis. Seine Beisetzungsprozession fand unter emotionaler Teilnahme seiner Gefolgsleute und Parteianhänger statt.

## Erbe
Papandreou war eine polarisierende Persönlichkeit. Er war ein mächtiger Redner und wurde von der Arbeiterklasse und vielen Leuten im ländlichen Griechenland bewundert, die von seinen populistischen Angriffen auf Reiche und seinem romantischen griechischen Nationalismus angezogen wurden. Von den Konservativen erhielt er hingegen wenig Anerkennung, da sie ihm Korruption und Demagogie unterstellten, die Griechenlands Ruf und Wirtschaft ruinieren und die Nachbarstaaten vor den Kopf stoßen würden.
Sein großes historisches Bemühen bestand darin, Griechenland ein modernes, westeuropäisches Gepräge mit einem deutlichen Kurs der Zurückdrängung US-amerikanischer Einflussnahme zu geben. Das erfolgte aus einer Mischung von sozialistischen und nationalistischen Elementen sowie einer Reihe einschneidender Reformgesetze. Obwohl der von ihm angestrebte „große Wandel“ nicht erreicht wurde, gelang ihm eine deutliche Entwicklung in Richtung von Demokratisierung und Liberalisierung der griechischen Gesellschaft.
Sein Amtsnachfolger Konstantinos Simitis verfolgte eine andere politische Strategie, die weniger durch Volksnähe als vielmehr von sachlichen Reformen geprägt war. Er berief Giorgos Andrea Papandreou, den Sohn von Andreas Papandreou, zum Außenminister, welcher der Linie von Simitis folgte, jedoch mit der engeren Zusammenarbeit mit der Türkei auch eigene Ziele verwirklichte. Simitis trat im Februar 2004 zurück und Giorgos Andrea Papandreou wurde zum Vorsitzenden der PASOK gewählt. Dieser versuchte mit dem Slogan „Andrea, zeis! Esy mas odhigeis!“ („Andreas, Du lebst noch immer! Du führst uns!“) auch frühere politische Anhänger seines Vaters zu mobilisieren, wurde jedoch von der Nea Dimokratia unter deren Vorsitzenden Kostas Karamanlis besiegt. Erst bei den Wahlen im Oktober 2009 endete dieselbe Konstellation mit einem klaren Wahlsieg der PASOK.

## Schriften
- Griechische Tragödie. Von der Demokratie zur Militärdiktatur. Fritz Molden, Wien u. a. 1971, ISBN 3-217-00197-4.
- Kritik des amerikanischen Kapitalismus. Herder und Herder, Frankfurt am Main u. a. 1973, ISBN 3-585-32012-0.